# Кузьмин, Александр Андреевич
Алекса́ндр Андре́евич Кузьми́н (1841 — 18 марта 1913) — русский архитектор, работавший в Санкт-Петербурге.

## Биография
Учился в Императорской Академии художеств. Получил малую серебряную медаль Академии художеств (1862) за «проект кофейного дома в парке». Было присвоено звание классного художника 3-й степени (1864) за «проект рисовальной школы». Звание классного художника 2-й степени (1869) за «проект Городской Думы». Звание классного художника 1-й степени (1884).
Служил при Техническо-строительном комитете Министерства внутренних дел (1867—1878). Член Петербургского общества архитекторов (с 1879).
Похоронен 21 марта 1913 года на Волковском кладбище.

## Проекты и постройки

### Санкт-Петербург
Основные постройки: Каменный 5-этажный флигель и надстройка 2-го этажа на одноэтажном флигеле (угол Большой Садовой и Большой Итальянской ул., 7, 9 и 11—21), доходный дом Ратькова-Рожнова (Садовая ул., 11 1881).
- Доходный дом капитана гвардии И. Шаблыкина — левая часть. Манежный пер., 7 (1873)[4]
- Доходный дом (перестройка). Вознесенский пр., 4 (1874)[5]
- Доходный дом. Гривцова пер., 24 — Спасский пер., 9 (1874—1876)[6][7]
- Доходный дом. Гагаринская ул., 36 — Пестеля ул., 8 (1876—1877)[8]
- Доходный дом (перестройка). Римского-Корсакова пр., 15 (1876—1880)[9]
- Дом Каретникова — двор. Синопская наб., 30А (1877—1878)[10]
- Доходный дом В. А. Ратькова-Рожнова. Садовая ул., 11 (1881)[11]
- Дом Ю. М. Герценфельда (деревянный). Сестрорецк. Федотовская дорожка, 12 (1899—1903)[12][13]